# Drayton, Norfolk
Drayton är en ort och civil parish i Storbritannien.   Den ligger i grevskapet Norfolk och riksdelen England, i den sydöstra delen av landet, 160 km nordost om huvudstaden London. Drayton ligger 9 meter över havet och antalet invånare är 5 150.
Terrängen runt Drayton är huvudsakligen platt. Drayton ligger nere i en dal. Runt Drayton är det mycket tätbefolkat, med 2 431 invånare per kvadratkilometer. Närmaste större samhälle är Norwich, 7,0 km sydost om Drayton. Trakten runt Drayton består till största delen av jordbruksmark.